# Оксана Баюл
Оксана Сергеевна Баюл (на украински: Окса́на Сергі́ївна Баю́л; р. 16 ноември 1977 г. в Днепропетровск) е украинска фигуристка, състезаваща се в индивидуалната дисциплина. Олимпийски шампион през 1994 г., световен шампион (1993) и двукратен шампион на Украйна (1993, 1994).
Заслужил майстор на спорта на Украйна.

## Биография
Оксана Баюл е родена на 16 ноември 1977 г. в Днепропетровск. Започва да се занимава с фигурно пързаляне през 1982 г., на четиригодишна възраст. Първият ѝ треньор е Станислав Коритек.
Родителите на Оксана се развеждат през 1980 г., когато тя е на 2 години. След това бащата, Сергей Иванович Баюл (починал 2006 г.), работещ като машинен инженер, и напълно изчезва от живота на Оксана. Тя е отгледана от майка си – Марина Баюл, учителка по френски, и втория си баща, Анатолий. Майка ѝ танцува и иска дъщеря ѝ да стане балерина. Марина Баюл (1955 – 1991) умира от рак на яйчниците през август 1991 г. когато Оксана е на 13 години. Дядо ѝ и баба ѝ по майчина страна са починали и тя остава пълен сирак. Преди това те са живеели заедно в тристаен апартамент.
Първо за Оксана се грижи треньорът ѝ. Но след като той емигрира в Канада, тя остава съвсем сама и спи на легло на домашната си пързалка. През 1991 г. Галина Змиевска, водещ треньор по фигурно пързаляне в Одеса, дава на Оксана малка спалня в малкия си тристаен апартамент, в която спи и една от дъщерите ѝ. Зетът и възпитаник на Змиевска, олимпийският шампион Виктор Петренко, помага за покриването на разходите на Баюл. Вторият ѝ треньор е Валентин Николаев.
Оксана се смята за православна, докато през 2003 г. открива еврейските си корени по майчина линия. След това, впечатлена от стари слухове, че майка ѝ е еврейка, тя проследява баща си и той потвърждава, че това е вярно. Когато по-късно се сгодява за евреин, тя казва, че е много развълнувана, когато открива, че имат еднаква вяра. След раздялата си с Евгений Суник обаче и завръщането си в родината си, Оксана позира на почти всички снимки с православен кръст около врата, оставяйки темата за верските си предпочитанията под въпрос.

### Кариера
В една от първите си изяви на международни състезания, на Купата на нациите през ноември 1992 г., 14-годишната Оксана пада на скок със завъртане, но след това, при третото си излизане, изпълнява троен салхов (вид скок). През януари 1993 г. тя дебютира на европейското първенство. В оригиналната програма прави грешка в каскада от скокове, и вместо троен лутц изпълнява двоен. Минута и половина след старта на програмата си, като установява, че се пързаля с незавързана кънка, тя спира изпълнението си и се обръща към съдиите. След среща на съдиите ѝ е позволено да изпълни отново цялата програма. Вторият път изпълнява троен лутц в каскада. Съдиите дават оценки до 5,8. Във волната програма, въпреки две падания, тя изпълнява най-трудните троен лутц и троен ритбергер, като в крайна сметка завършва на второ място. През същата година Баюл сензационно печели световното първенство, като дебютант на тези състезания, като поставя своеобразен рекорд. Тя изпълнява и двете програми емоционално и артистично, като украсява програмата с танцувални движения.

#### Олимпийски игри през 1994 г.
На Олимпийските игри през 1994 г. Баюл изпълнява една кратка програма по музика на Пьотър Чайковски. Първата част, лирична, е украсена с комбинация от спирали, докато втората е по-интензивна. В темпо, на висока скорост, тя извършва оригинална последователност от стъпки и сложни ротации. Галина Змиевска я призовава иззад борда да се успокои. Въпреки грешката в каскадата „троен лутц – двоен тулуп“ (докосване на свободния крак при приземяването), някои съдии на практика не намаляват оценките си (оценките са до 5.9).
На тренировката преди волната програма фигуристката от Германия Таня Шевченко се сблъсква с Баюл, наранява с кънката си крака ѝ, гърбът на Баюл също е натъртен от падането. Направени са ѝ няколко шева. Лекарят на германския национален отбор ѝ поставя няколко инжекции болкоуспокояващи, в това състояние Баюл изпълнява волната си програма, изпълнявайки пет тройни скока, отново с присъщите ѝ артистичност и музикалност. В края на програмата Змиевска, осъзнавайки, че в програмата липсва каскада от скокове, ѝ извиква за нея и Оксана сменя програмата, като в последните секунди добавя каскада от двоен аксел – двоен тулуп. Резултатът от състезанието е решен с един глас разлика – на германския съдия, световният шампион Ян Хофман, който поставя Баюл на второ място в кратката програма и променя решението си за волната програма и ѝ дава първо място.
След игрите президентът на Украйна Леонид Кравчук кани Баюл, единствения олимпийски шампион от Украйна през 1994 г., в делегация, която посещава Съединените щати.

### След спорта
Баюл се премества да живее в САЩ през 1994 г. и се представя професионално. В нетрезво състояние тя участва в автомобилна катастрофа, след което получава условна присъда. Тя страда от алкохолизъм, преминава през рехабилитация. После се занимава с бизнес, издава две книги на английски. През 2001 г. тя напуска професионалния спорт, но през 2005 г. отново се връща към него. Остава гражданка на Украйна, имайки разрешение за пребиваване в САЩ, живеейки в апартамент с площ от почти 200 квадратни метра на 17-ия етаж на висока сграда в Ню Джърси.
През 2010 г. Баюл се завръща за кратко в Украйна, постъпва в Националния педагогически университет Драгоманов в Киев във факултета за треньори, планира да създаде училище за фигурно пързаляне. След 4 месеца обаче Баюл напуска университета и се завръща в САЩ поради конфликт с поканилите я официални лица и Галина Змиевска.
През 2015 г. Баюл обявява, че отдавна е прекратила общуването си със Змиевска и Петренко и обвинява бившия си треньор, че е присвоил значителни суми пари по време на кариерата ѝ. Тя започва няколко съдебни дела в САЩ, обвинявайки агентите и спонсорите си в неправилно разпределяне на печалби и злоупотреба с името ѝ.

## Държавни награди
- Почетен знак за отличие на Президента на Украйна (19 август 1993 г.) – за постигане на изключителни спортни резултати на световни и европейски първенства, утвърждавайки авторитета на Украйна на световната спортна арена.[16]

## Книги
- Baiul, Oksana. (1997). Oksana: My Own Story (на руски: Оксана: Моя история). Random House Books. ISBN 0-679-88382-7.
- Baiul, Oksana. (1997). Secrets of Skating. ({{lang}ru|Секреты катания}}) Universe / Rizzoli. ISBN 0-7893-0104-0.

## Благотворителност
Оксана Баюл помага на възпитаници в сиропиталище в Одеса, което има шефство с еврейска благотворителна организация.

## Спортни постижения
| Състезание/ сезон                | 1990 г. | 1991 г. | 1992 г. | 1993 г. | 1994 г. |
| Зимни олимпийски игри            |         |         |         |         | 1       |
| Световно първенство              |         |         |         | 1       |         |
| Европейско първенство            |         |         |         | 2       | 2       |
| Шампионати на СССР               | 12      | 10      |         |         |         |
| Шампионати на Украйна            |         |         |         | 1       | 1       |
| Серии от Гран При: Скейт Америка |         |         |         | 1       |         |
| Купа на нациите                  |         |         | 4       | 2       |         |